# Phytosauridae
De Phytosauridae zijn een familie van uitgestorven reptielen. Er is geen gangbare definitie als klade.
De naam wordt wel toegeschreven aan Wilhelm Friedrich Jaeger, in 1828 de naamgever van het typegenus Phytosaurus. Dit is echter niet overeenstemming met de regels. De werkelijke naamgever is Richard Lydekker in 1888.

## Kenmerken
De phytosauriden waren semi-aquatische carnivoren uit het Laat-Trias (ongeveer 210 miljoen jaar geleden). Deze tot vijf meter lange dieren hadden zwaar bepantserde, krokodilachtige lichamen. Hun neusgaten zaten boven de ogen, anders dan bij de krokodillen, die ze op de punt van de snuit hebben.

## Leefwijze
Hun territorium waren de rivieren van het Noordelijk Halfrond, waar ze de dominante roofdieren waren. Daar loerden ze op drinkende reptielen, die ze grepen met hun kaken.

## Indeling
- † Angistorhinus Mehl, 1913
- † Brachysuchus Case, 1929
- † Leptosuchus Case, 1922
- † Pravusuchus Stocker, 2010
- † Mesorhinosuchus Kuhn, 1961
- † Phytosaurus Jaeger, 1828
- † Rutiodon Emmons, 1856